# Brohl Wellpappe

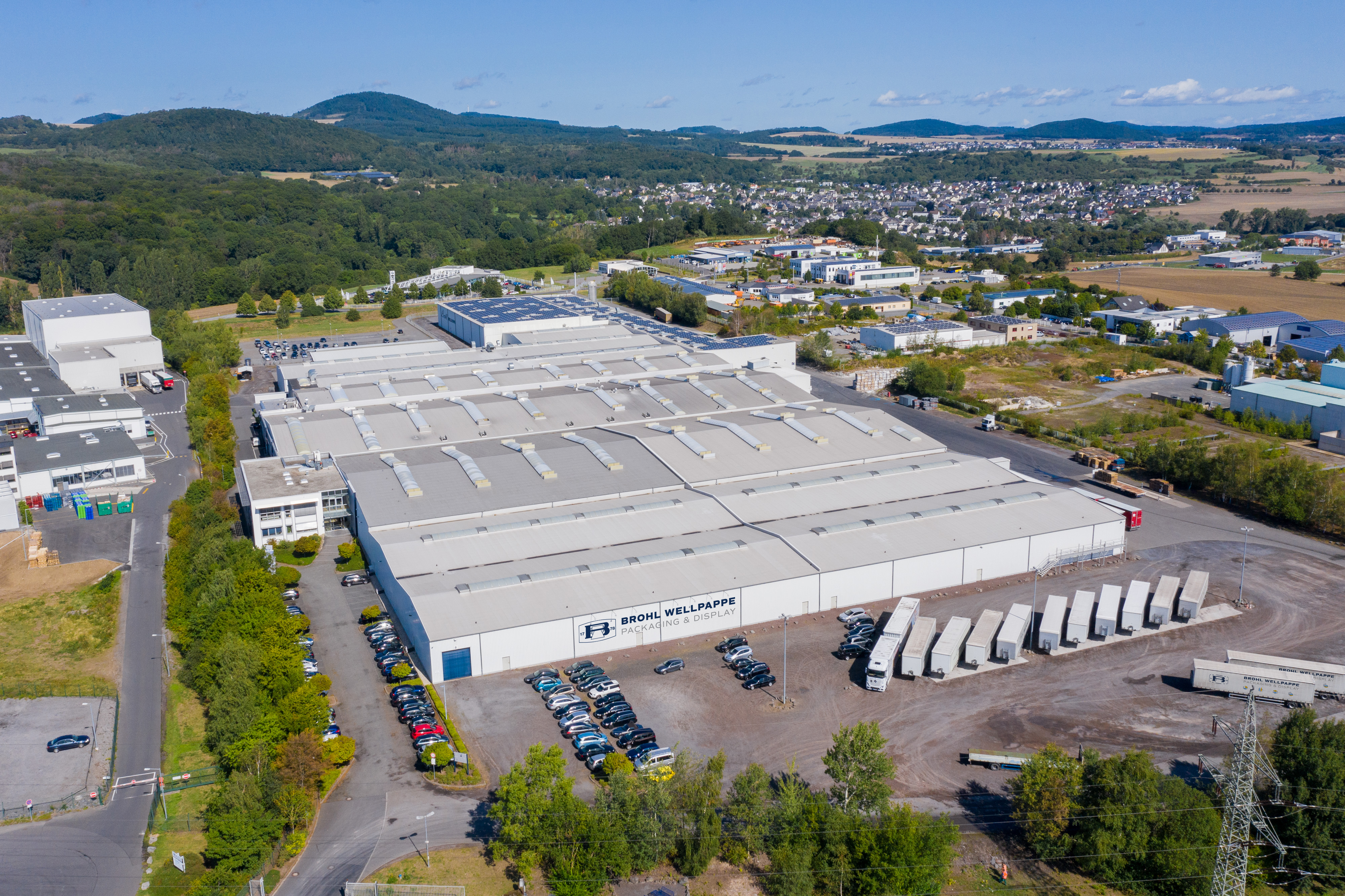
Werk Mayen mit Hauptverwaltung

Brohl Wellpappe ist ein Verpackungs- und Displayhersteller mit Hauptsitz in Mayen, Rheinland-Pfalz. Das Unternehmen unterhält 4 Produktionsstandorte in Deutschland sowie Vertriebsniederlassungen in Deutschland und den Niederlanden. Die Unternehmensgruppe erwirtschaftete 2024 mit 600 Mitarbeitern einen Umsatz von 115 Millionen Euro.

## Geschichte
Der Ursprung des Unternehmens geht auf das Jahr 1778 zurück. Wilhelm Boltersdorf heiratete Katharina Elisabeth Strepp und trat damit in die Papierfabrik „Kreuzauer Mühle“ des Tillmann Strepp in Kreuzau-Untermaubach ein (seit 1998 Metsä Tissue). Über 140 Jahre blieb die Familie Boltersdorf als Papiermacher im nordrhein-westfälischen Kreuzau, bevor sie 1919 nach Brohl am Rhein (Rheinland-Pfalz) umsiedelte. Dort erwarb Josef Boltersdorf (1879–1952) eine Papierfabrik. Ab 1939 stand die Fabrik in Brohl einige Jahre still, da die Belegschaft zu Befestigungsarbeiten an der Westgrenze dienstverpflichtet wurde. Sohn Fritz führte ab 1946 gemeinsam mit seinem Vater Josef das Geschäft. Fritz Boltersdorf wagte 1953 mit dem Beginn der Erzeugung und Verarbeitung von Wellpappe den für das heutige Unternehmen entscheidenden Schritt.
In Ahrbrück wurde 1957 ein weiterer Unternehmensstandort gegründet – zunächst zur Papier- und ab 1962 auch zur Verpackungsherstellung. Es folgte ein weiterer Betrieb in Sinn-Fleisbach (Lahn-Dill-Kreis/Hessen) sowie eine Vertriebsniederlassung für die Moselregion in Wittlich (Rheinland-Pfalz). 1990/91 wurde ein Teil der Verarbeitung an den Standort Mayen (Rheinland-Pfalz) verlagert. 1996 entschied die Familie Boltersdorf, die Papierherstellung aufzugeben und die Fabrik in Brohl zu schließen. In Nijmegen in den Niederlanden wurde ebenfalls im Jahre 1996 eine Vertriebsniederlassung gegründet. 2000 wurde das Werk Ahrbrück komplett an den Standort Mayen verlagert. Hier entstand das Hauptwerk der Unternehmensgruppe mit einer Grundfläche von fast 110.000 Quadratmetern und mit über 35.000 Quadratmetern überdachter Fläche.
2003 wurde  das Unternehmen Wellpappenwerk Rheinland GmbH & Co. KG in Niederzier bei Jülich übernommen. Hier spezialisierte man sich auf anspruchsvolle Stanzartikel und hochwertigen Flexodirektdruck, Offsetkaschierung und Displayfertigungen. Durch die Übernahme der Ehm-Gruppe in Trier 2006 erweiterte sich das Produkt- und Fertigungsspektrum um Offsetdruck, Inlinekaschierung, Vollpappenverarbeitung, Reprographie und Druckplattenherstellung. Das Unternehmen siedelte 2009 von Trier nach Föhren (Rheinland-Pfalz) um. Hier entstand auf einem Grundstück von 62.000 Quadratmetern ein Betrieb mit einer Fläche von 22.000 Quadratmeter. 2013 übernahm Brohl Wellpappe die Mehrheit an dem Displayspezialisten USP Display B. V. in Dronten in den Niederlanden.
Das Unternehmen befindet sich seit 1778 in Familienbesitz. Die siebte Generation stellt derzeit die aktuellen Gesellschafter der Gruppe.

## Produkte
Die Gruppe entwickelt und produziert Verkaufsverpackungen aus Well- und Vollpappe, die im oberen Marktsegment angesiedelt sind. Dazu gehören Point-of-Sale-Lösungen zur Warenpräsentation im Handel, Displays sowie Transport- und Versandverpackungen. Die Angebote reichen von der Entwicklung über die Produktion bis zum Co-Packing, der Bestückung bis zum Aufbau der Displays im Handel und allen relevanten Druckverfahren. Die Gruppe verfügt über einen eigenen Fuhrpark sowie hinreichende Lagerkapazitäten.

## Zertifizierungen
Brohl Wellpappe installierte 1994 ein Qualitätsmanagement nach ISO 9001. Seit 2006 verfügt das Unternehmen über ein zertifiziertes Hygienemanagement nach GMP. 2009 wurde das Unternehmen durch den FSC für umweltverträgliches Rohstoffmanagement zertifiziert.

## Unternehmensstruktur
Standorte in Deutschland:
- Brohl Wellpappe GmbH & Co. KG: Mayen
- Brohl Wellpappe GmbH & Co. KG: Föhren
- Brohl Wellpappe GmbH & Co. KG: Niederzier
- Brohl Wellpappe GmbH & Co. KG: Sinn-Fleisbach
- Brohl Wellpappe GmbH & Co. KG: Wittlich

Standorte in den Niederlanden:
- Brohl Wellpappe: Nijmegen
- USP Display: Dronten